# تصميم الحلي والمجوهرات

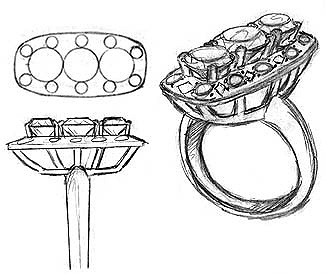
عرض تصويري لتصميم المجوهرات قبل الانتقال إلى طاولة عمل الصائغ

يعتبر تصميم وصناعة المجوهرات فن ومهنة وأحد أقدم أشكال الحضارات البشرية التي تعود إلى أكثر من سبعة آلاف سنة، إذ كان له وجود في أقدم المجتمعات البشرية المعروفة في بلاد ما بين النهرين ومصر. مر هذا الفن بتطورات كبيرة عبر العصور، بدءًا من خرزات الأحجار البسيطة إلى الأعمال المعدنية المعقدة وقطع الأحجار الكريمة المميزة التي نراها في العصر الحديث.

## التصميم
قبل صناعة المجوهرات، توضع أولاً مفاهيم التصميم التي يتبعها رسومات فنية تفصيلية، يتم إنشاؤها بواسطة مصمم المجوهرات. هذا الأخير هو محترف مدرب على فهم المواد من الناحية المعمارية والوظيفية، إضافة إلى تقنيات التصنيع والتكوين والبراعة، بالإضافة إلى معرفة اتجاهات السوق.
على الرغم من التقدم التكنولوجي، لا تزال الأساليب التقليدية في الرسم والصياغة تستخدم بشكل كبير في تصميم المجوهرات، خاصة في مرحلة المفهوم. ومع ذلك، تزايد استخدام برامج التصميم بمساعدة الكمبيوتر مثل Rhinoceros 3D وMatrix. في حين أن النموذج التقليدي يُحوّل عادةً إلى شمع أو معدن بيد حرفي ماهر، فإن نماذج الـ CAD تستخدم كأساس لإنشاء نماذج الشمع المطبوعة باستخدام تقنيات مثل CNC أو الطباعة ثلاثية الأبعاد، التي تُستخدم لاحقًا في عمليات صب الشمع أو صب المطاط.
بمجرد اكتمال المفاهيم والأفكار، يقدم التصميم ويصنع باستخدام المواد المتاحة. على سبيل المثال، استخدم الذهب عيار 24 قيراط في صناعة المجوهرات قديمًا، إذ كان الوصول إليه أسهل من الوصول إلى مصادر الفضة. العديد من الحضارات قبل القرن الأول استخدمت الخرز في المجوهرات. ومع توافر اكتشاف الأحجار الكريمة المتنوعة، شهد فن تصميم المجوهرات تحولًا كبيرًا. أقدم قطع الأحجار الكريمة الموثقة كانت قطعت بواسطة ثيوفيلوس بريسبيتر [الإنجليزية] (1070-1125)، الذي مارس العديد من الفنون التطبيقية وكان صائغًا معروفًا. في وقت لاحق، في القرن الرابع عشر، تطورت التقنيات المستخدمة في العصور الوسطى لتشمل الكبوشونات والنقش.
في العصور الحديثة، تشكلت لجان تصميم المجوهرات في الغالب من النبلاء أو الكنيسة لتكريم حدث مهم أو لصناعة حُلي يمكن ارتداؤها. أصبح كل من الصقل والتلميع في إطار الأساليب الحديثة طرقًا قياسية لإنشاء أدوات الزينة التي تُعبّر عن الثروة أو المكانة أو القوة. خلقت هذه التقنيات الحديثة عنصر تصميم معقد، الذي شكل فيما بعد حركة الباروك في تصميم المجوهرات.
ظل تصميم المجوهرات ثابتًا نسبيًا عبر العصور. لا تزال المراجع الأساسية وتقنيات الإنتاج والمواد المستخدمة منذ العصور القديمة تُستخدم حتى اليوم. ومع ذلك، فإن التطورات السريعة في التكنولوجيا والآلات سمحت للفنانين باستخدام بدائل أسهل لبعض الأساليب القديمة. وقد أدت هذه التطورات أيضًا إلى تغيير أهمية المجوهرات ووزنها الاجتماعي.
في القرن العشرين، بدأ يظهر هذا التغيير البسيط في موقف الجمهور من تصميم ووظيفة المجوهرات. كانت المجوهرات التقليدية تعتبر مقدسة وغالية، ولكن مع بداية القرن العشرين، بدأت المجوهرات تتعرض للتشكيك. إضافة إلى ذلك، أصبح من الصعب تحديد أحد اتجاهات تصميم المجوهرات على أنها تعود إلى فترة زمنية معينة. شهد تصميم المجوهرات في القرن العشرين تغييرات جذرية ومستمرّة، متأثراً بحركات مثل الفن الحديث (1900-1918)، الفن اازخرفي (1919-1929)، الأسلوب الدولي والعضوية (1929-1946)، نيو لوك وبوب (1947-1967)، بالإضافة إلى العولمة والمادية والشيوعية. تأثرت اتجاهات تصميم المجوهرات بشكل كبير بالظروف الاقتصادية والاجتماعية في ذلك الوقت، حيث كانت أساليب التصميم والموضات الشائعة تتداخل وتطمس بعضها البعض، مما جعل من الصعب التمييز بين الانقسامات الأسلوبية في القرن العشرين.